# Сатурн-2
«Сату́рн-2» — российский футбольный клуб из города Раменское (Московская область). В 1993—2011 годах выступал на профессиональном уровне (под названиями «Космос», «Сатурн» и «Сатурн-2»; представлял города Долгопрудный, Электросталь, Егорьевск, Жуковский). В феврале 2004 года стал фарм-клубом (структурным подразделением) раменского «Сатурна».

## История
История «Сатурна-2» насчитывает более 20 сезонов, за которые он не один раз менял города и названия. Клуб основан в 1991 году как «Космос» из Долгопрудного. В 1993 году он сменил название на «Космос-Квест», однако с 1994 по 2003 года снова носил название «Космос». В 1999 году клуб переехал в Электросталь, где базировался на протяжении четырёх лет. В 2004 году, после переезда в Егорьевск, команда стала называться «Сатурн» и стала фарм-клубом раменского «Сатурна». С 2008 по 2010 года представляла всю Московскую область (в 2008—2009 годах базируясь в Жуковском, а в 2010 году — снова в Егорьевске). После расформирования раменского «Сатурна» и прекращения выступления его в премьер-лиге «Сатурн-2» продолжил играть во втором дивизионе, став проводить домашние матчи в Раменском, в октябре 2011 года переименовался в «Сатурн», в дальнейшем эта команда стала выступать в любительском первенстве. В 2014 году стала называться «Сатурн-2», превратившись в фарм-клуб заявившегося на первенство ПФЛ раменского «Сатурна».

### Прежние названия
- 1991—1992 — «Космос» (Долгопрудный)[10][11]
- 1993 — «Космос-Квест» (Долгопрудный)[12]
- 1994—1998 — «Космос» (Долгопрудный)[13][14][15][16][17]
- 1999—2002 — «Космос» (Электросталь)[18][19]
- 2003 — «Космос» (Егорьевск)[21][5]
- 2004—2007 — «Сатурн» (Егорьевск)[22][23][24][25]
- 2008—2011 (по октябрь) — «Сатурн-2» (Московская область)[26][27]
- 2011 (с октября) — 2012 — «Сатурн» (Раменское)*
- 2012—2014 — «Сатурн» (Раменское)*
- 2014—2015 — «Сатурн-2» (Раменское)[28][29]
- с 2016—2017 — «Сатурн-М» (Раменское)[30]
- с 2018 г. — «Сатурн-2» (Раменское)[31]

Примечание. *Под брендом «Сатурна».

### Достижения
- 3-е место во Втором дивизионе: 1999 (зона «Центр»)
- Лучший результат в Кубке России: 1/16 финала — 2005/06

## Цвета клуба
| Чёрный | Синий |

## Экипировка и спонсоры
| Годы   | Производители формы | Годы      | Спонсоры      |
| ------ | ------------------- | --------- | ------------- |
| 2004   | Nike                | 2004      | Без спонсора  |
| с 2005 | Adidas              | 2005—2009 | Без спонсора  |
| с 2005 | Adidas              | 2009—2010 | Промсвязьбанк |
| с 2005 | Adidas              | с 2011    | Без спонсора  |

## Рекордсмены клуба
Наибольшее количество матчей за клуб в первенстве ПФЛ:
- Сергей Кищенко — 312[32]
- Андрей Мещанинов — 311
- Дмитрий Пинин — 87

Наибольшее количество голов за клуб в первенстве ПФЛ:
- Андрей Мещанинов — 117[32]

Наибольшее количество голов за клуб в Первенстве ПФЛ за один сезон:
- Сергей Гаврилин — 22 (1994 год, третья лига)[32]

## Статистика выступлений
| Год                         | Название         | Город        | Первенство                                                  | Первенство | Первенство | Кубок | Примечания                                                                      |
| Год                         | Название         | Город        | Лига/дивизион, зона/группа                                  | Уровень    | Место      | Кубок | Примечания                                                                      |
| --------------------------- | ---------------- | ------------ | ----------------------------------------------------------- | ---------- | ---------- | ----- | ------------------------------------------------------------------------------- |
| 1991                        | Космос           | Долгопрудный | КФК РСФСР, зона «Центр», Группа 2                           | 5          | 6 из 17    |       | Союзный период, любительский уровень                                            |
| 1992                        | Космос           | Долгопрудный | КФК России, зона «Центр», группа «A»                        | 4          | 4 из 15    |       | Переход во вторую лигу                                                          |
| 1993                        | Космос-Квест     | Долгопрудный | Вторая лига, зона 4                                         | 3          | 17 из 22   | 1/128 | Вылет в третью лигу                                                             |
| 1994                        | Космос           | Долгопрудный | Третья лига ПФЛ, зона 3                                     | 4          | 14 из 24   | 1/128 |                                                                                 |
| 1995                        | Космос           | Долгопрудный | Третья лига ПФЛ, зона 3                                     | 4          | из 23      | —     | Выход во вторую лигу                                                            |
| 1996                        | Космос           | Долгопрудный | Вторая лига, зона «Центр»                                   | 3          | 18 из 22   | 1/256 | Вылет в третью лигу                                                             |
| 1997                        | Космос           | Долгопрудный | Третья лига, зона 3                                         | 4          | 4 из 21    | 1/32  | Выход во второй дивизион                                                        |
| 1998                        | Космос           | Долгопрудный | Второй дивизион, зона «Центр»                               | 3          | 6 из 21    | 1/64  |                                                                                 |
| 1999                        | Космос           | Электросталь | Второй дивизион, зона «Центр»                               | 3          | из 19      | 1/64  |                                                                                 |
| 2000                        | Космос           | Электросталь | Второй дивизион, зона «Центр»                               | 3          | 7 из 20    | 1/64  |                                                                                 |
| 2001                        | Космос           | Электросталь | Второй дивизион, зона «Центр»                               | 3          | 12 из 20   | 1/256 |                                                                                 |
| 2002                        | Космос           | Электросталь | Второй дивизион, зона «Центр»                               | 3          | 11 из 20   | 1/256 |                                                                                 |
| 2003                        | Космос           | Егорьевск    | Второй дивизион, зона «Центр»                               | 3          | 12 из 19   | 1/512 |                                                                                 |
| 2004                        | Сатурн           | Егорьевск    | Второй дивизион, зона «Центр»                               | 3          | 14 из 17   | 1/256 |                                                                                 |
| 2005                        | Сатурн           | Егорьевск    | Второй дивизион, зона «Центр»                               | 3          | 5 из 18    | 1/16  |                                                                                 |
| 2006                        | Сатурн           | Егорьевск    | Второй дивизион, зона «Центр»                               | 3          | 18 из 18   | 1/512 |                                                                                 |
| 2007                        | Сатурн           | Егорьевск    | Второй дивизион, зона «Центр»                               | 3          | 11 из 16   | 1/256 |                                                                                 |
| 2008                        | Сатурн-2         | Жуковский    | Второй дивизион, зона «Центр»                               | 3          | 15 из 18   | 1/128 |                                                                                 |
| 2009                        | Сатурн-2         | Жуковский    | Второй дивизион, зона «Центр»                               | 3          | 12 из 17   | 1/32  |                                                                                 |
| 2010                        | Сатурн-2         | Егорьевск    | Второй дивизион, зона «Центр»                               | 3          | 12 из 16   | 1/64  |                                                                                 |
| 2011/12                     | Сатурн-2; Сатурн | Раменское    | Второй дивизион, зона «Запад»                               | 3          | 13 из 16   | 1/128 | Исключение из второго дивизиона                                                 |
| 2012/13                     | Сатурн           | Раменское    | Третий дивизион (ЛФК) зона «Московская область», Группа «А» | 4          | 13 из 18   | 1/16  | Первенство и Кубок России среди любительских клубов (зона «Московская область») |
| 2013                        | Сатурн           | Раменское    | Третий дивизион (ЛФК) зона «Московская область», Группа «А» | 4          | 12 из 16   | 1/8   | Первенство и Кубок России среди любительских клубов (зона «Московская область») |
| 2014                        | Сатурн; Сатурн-2 | Раменское    | Третий дивизион (ЛФК) зона «Московская область», Группа «А» | 4          | 6 из 15    | 1/2   | Первенство и Кубок России среди любительских клубов (зона «Московская область») |
| 2015                        | Сатурн-2         | Раменское    | Третий дивизион (ЛФК) зона «Московская область», Группа «А» | 4          | 5 из 14    | 1/8   | Первенство и Кубок России среди любительских клубов (зона «Московская область») |
| 2016                        | Сатурн-М         | Раменское    | Третий дивизион (ЛФК) зона «Московская область», Группа «А» | 4          | 4 из 16    | 1/2   | Первенство и Кубок России среди любительских клубов (зона «Московская область») |
| 2017                        | Сатурн-М         | Раменское    | Третий дивизион (ЛФК) зона «Московская область», Группа «А» | 4          | 12 из 16   | 1/4   | Первенство и Кубок России среди любительских клубов (зона «Московская область») |
| 2018                        | Сатурн-2         | Раменское    | Третий дивизион (ЛФК) зона «Московская область», Группа «А» | 4          | 13 из 15   | 1/8   | Первенство и Кубок России среди любительских клубов (зона «Московская область») |
| 2019                        | Сатурн-2         | Раменское    | Чемпионат Московской области, Лига «А»                      | 4          | 12 из 16   | 1/8   | Первенство и Кубок России среди любительских клубов (зона «Московская область») |
| 2020                        | Сатурн-2         | Раменское    | Чемпионат Московской области, Лига «А»                      | 4          | 14 из 14   | —     | Первенство и Кубок России среди любительских клубов (зона «Московская область») |
| 2021                        | Сатурн-2         | Раменское    | Чемпионат Московской области, Лига «А»                      | 4          | 16 из 16   | 1/16  | Первенство и Кубок России среди любительских клубов (зона «Московская область») |
| 2022                        | Сатурн-2         | Раменское    | Чемпионат Московской области, Лига «А»                      | 4          | 12 из 12   | 1/8   | Первенство и Кубок России среди любительских клубов (зона «Московская область») |
| 2023                        | Сатурн-2         | Раменское    | Чемпионат Московской области, Лига «А»                      | 4          | 14 из 14   | 1/8   | Первенство и Кубок России среди любительских клубов (зона «Московская область») |
| Комментарии: 1. 2. 3. 4. 5. |                  |              |                                                             |            |            |       |                                                                                 |

## Резерв
Команда «Сатурн-2» пополняется выпускниками УОР «Мастер-Сатурн» (Егорьевск).
Созданная при УОР «Мастер-Сатурн» молодёжная команда в 2004—2009 годах выступала в первенстве России среди любительских футбольных клубов (зона «Московская область»/МРО Центр: в 2004—2007 годах в группе «Б», в 2008—2009 годах в группе «А») под названием «Мастер-Сатурн», в 2013—2019 годах — УОР № 5. В 2008 году партнёрские отношения с «Сатурном-2» имели выступавший в любительском первенстве (в группе «Б») под названием «Метеор-Сатурн» «Метеор» (Жуковский) и ДЮСШ «Метеор» (Жуковский).
Игроки команды СШ «Сатурн» (в сезонах 2019 и 2020 выступала в подмосковной лиге «Б» III дивизиона, в сезонах 2021 и 2022 — в лиге «А», а также в Кубке области и Кубке Лиги) в 2019 году были заявлены за «Сатурн-2» по дополнительному списку. По состоянию на 2021 год команда СШ «Сатурн» — другая относительно футбольного клуба «Сатурн» и команды «Сатурна-2» структура. Домашний стадион — «Красное знамя» в Раменском. В 2023 году команда СШ «Сатурн» — участница подмосковной лиги «Б», в 2024 году — участница подмосковной лиги «А» в рамках III дивизиона.